# Œuvres de peintres français au musée de l'Ermitage
La page consacrée aux peintures du Musée de l'Ermitage à Saint-Pétersbourg étant très importante il a semblé indispensable d'en détacher une partie car il devenait laborieux d'y ajouter des renseignements. Ce choix s'est porté sur les œuvres de peintres français car il était difficile de choisir et d'isoler les œuvres des peintres d'un pays étranger au détriment des artistes d'autres nations. Une très grande partie des œuvres répertoriées ci-dessous ont été documentées dans le merveilleux site «Crotos» qui fournit des milliers de reproductions légendées.
Ce qui suit présente une liste d'œuvres de peintres français au musée de l'Ermitage, en Russie. Cette ancienne résidence impériale transformée en musée conserve trois cents toiles de la période classique française, dont beaucoup proviennent de la collection Crozat. Le musée est particulièrement renommé pour sa grande collection de peintres modernes français – jusqu’à la rupture historique de 1917 – qui permet d’embrasser l’évolution de l’art pictural de cette époque, à travers plus de mille toiles impressionnistes et expressionnistes dont 274 œuvres, pas seulement des peintures, proviennent des collections de Sergueï Chtchoukine et d'Ivan Morozov, qui les achetaient à Paris.

## Liste triée par année de naissance

### XVesiècle
- Jehan Bellegambe (1470-1534) : Le Miracle de la lactation (5526/7)
- Geoffroy Dumonstier (vers 1500-1573) : Autoportrait, dessin au fusain et à la sanguine

- Corneille de Lyon, franco-hollandais (1500/1510-1575) : Portrait de femme (ГЭ-5697)

### XVIesiècle

#### Années 1500
- Corneille de Lyon, français et hollandais (1505-1575) : Portrait d'une jeune femme (ГЭ-5697)

#### Années 1520
- François Clouet (avant 1520-1572) : Portrait de Charles IX dessin - Portrait de Madame d'Andelo pierre blanche, pierre noire, sanguine - Portrait d'Henri II attribué (OP-125123) - Portrait du duc d'Alençon

#### Années 1540
- Pierre Dumonstier I (1545?-1601) : Portrait d'Étienne Dumonstier pastel, pierre noire, sanguine - Portraits d'Étienne et de Pierre Dumonstier - Portrait d'un jeune homme (ГЭ-4313) salle 273 - Portrait d'une jeune femme (ГЭ-4313)

#### Années 1550
- Cosme Dumonstier (vers 1550-1605) : Portrait d'un jeune homme dessin
- Benjamin Foulon (1551-1612) : Portrait de Pierre de Ronsard craie noire et sanguine (OP-2875)

#### Années 1570
- Daniel Dumonstier (1574-1646) : Anne d'Autriche habillée en veuve - Portrait d'un jeune homme avec une mouche sur la joue pastel, pierre noire, sanguine - Portrait d'une jeune homme blond
- Jacques Bellange (vers 1575-1616) : La Déploration sur le Christ mort (ГЭ-10032)
- Georges Lallemant (1575-1636) : L'Adoration des mages (ГЭ-8602)

#### Années 1580
- Nicolas Régnier français par la naissance, (vers 1588-1667) : Saint Jean le Baptiste - Saint Sébastien (ГЭ-5564)

#### Années 1590
- Nicolas Tournier (1590-1639) : Joueur de luth (ГЭ-5568)
- Simon Vouet (1590-1649) : Amour et Psyché, copie, (ГЭ-8634) - Études : tête casquée vue de profil et jambe en partie cachée par un vêtement - Personnage masculin, dessin - auteur possible de Portrait allégorique d'Anne d'Autriche en Minerve  (ГЭ-7523) - Portrait de Giulio Strozza, craie rouge, noire et pastel - Vierge à l'enfant, copie, (ГЭ-1271) - Vierge à l'enfant (ГЭ-1216) - 
  - Atelier : La Crucifixion (ГЭ-2658) salle 275 - Vénus et Adonis (ГЭ-1239)
- Valentin de Boulogne (1591-1632) : Expulsion des marchands du temple (ГЭ-1214)
- Jacques Callot (1592-1635) : Le Soldat au bouclier
- Louis Le Nain (1593-1648) : La Famille de la laitière (ГЭ-1152) - La Visite à la grand-mère (ГЭ--1172)
- Atelier : Les Frères Le Nain dessin
- François Perrier (vers 1594-1649) : Hercule au milieu des Divinités olympiennes attribué (ГЭ-1286)
- Nicolas Poussin (1594-1665) : Cupidon et Génies ou Jeux d'enfants et putti (ГЭ-1187) - Déploration du Christ ou Déposition de croix ou Descente de croix (ГЭ-1200) - Enfants et Chiens (ГЭ-1196) - Esther devant Assuérus (ГЭ-1755) salle 279 - Le Frappement du rocher ou Moïse faisant jaillir l'eau du rocher (ГЭ-1177) - Nymphe chevauchant un bouc ou Vénus, Faune et putti (ГЭ-1178) - Paysage avec Polyphème (ГЭ-1186) - Paysage avec trois voyageurs, copie (ГЭ-1382) - Paysage italien (ГЭ-1225) - Le Repos pendant la fuite en Égypte (6741) - La Sainte Famille avec sainte Élisabeth et saint Jean le Baptiste enfant ou Sainte Famille dite aux cinq figures (ГЭ-1213) - Soir au port (ГЭ-1224) - Tancrède et Herminie (ГЭ-1189) - La Victoire de Josué sur les Amalécites (ГЭ-1195) - Zénobie d'Arménie retrouvée sur les rives du fleuve Arax ou Zénobie sauvée par les bergers (ГЭ-7650)
- Jacques Stella (1596-1657) : La Vierge et l'enfant Jésus avec saint Jean le Baptiste et des anges (ГЭ-1199)
- Jean Lemaire (1598-1659) : Place de ville antique (ГЭ-1181)
- Claude Mellan (1598-1688) : Portrait d'Henriette-Marie de Buade-Frontenac pastel (OP-7373) - Portrait de Louis XIV enfant pierre noire - Portrait de Louise-Marie de Gonzague craie sur papier - Portrait de Pierre Gassendi dessin

#### 1600
- Jacques Blanchard (1600-1638) : Allégorie de la charité (ГЭ-2566) - Sainte Cécile (ГЭ-6546) - Sainte Véronique (ГЭ-2557) salle 277
- Claude Gellée (1600-1682) : Vue de la côte avec Apollon et la sibylle de Cumes (ГЭ-1228) - Matin dans un port (ГЭ-1243) - Le Matin dans un port de mer (ГЭ-1782) salle 280 - Paysage avec des bergers ou Paysage italien (1225) - Paysage avec des personnes qui dansent - Paysage avec Lutte de Jacob avec l'ange ou La Nuit (ГЭ-1237) - Paysage avec Jacob, Rachel et Leah près d'un puits ou Le Matin (1234) - Paysage avec le Christ sur le chemin d'Emmaüs (ГЭ-1229) - Paysage avec Tobie et l'Ange ou Le Soir (ГЭ-1236) - Repos pendant la fuite en Égypte ou Le Midi (ГЭ-1235) - L'Arrivée d'Ulysse à la cour du roi Lycomède (ГЭ-1784) salle 281

### XVIIesiècle

#### Années 1600
- Michel Corneille l'Ancien (1601/1602-1664) : La Sainte Famille bénie par Dieu le Père (ГЭ-1516)
- Michele Desubleo (1601-1676) : Yael (ГЭ-112)
- Philippe de Champaigne (1602-1674) : Moïse et les tables de la loi (ГЭ-625) - Portrait d'Armand Jean du Plessis de Richelieu, copie? (ГЭ-4100)
- Henri Mauperché (vers 1602-1686) : Paysage (ГЭ-2214) salle 281
- Pierre Patel (1604-1676) : Paysage avec le Christ et le centurion (ГЭ-1198)
- Laurent de La Hyre (1606-1656) : Mercure confiant Bacchus aux nymphes de Nysa (ГЭ-1173) - Saint Germain d'Auxerre consacrant sainte Geneviève de Paris à Dieu - La Séparation d'Abraham et de Loth
- Mathieu Le Nain (1607-1677) : Les Paysans au cabaret (328) - Portrait d'un homme jeune? (ГЭ-1290)

#### Années 1610
- Nicolas Chaperon (1612-1656) : Bacchanale d'enfants (ГЭ-1165) - (ГЭ-1166)
- Pierre Mignard (1612-1695) : La Magnanimité d'Alexandre le Grand ou Les Reines de Perse aux pieds d'Alexandre le Grand (ГЭ-1233) salle 123 - Le Mariage mystique de sainte Catherine d'Alexandrie (ГЭ-5709) - La Mort de Cléopâtre VII (ГЭ-1227) - Portrait de Jean-Baptiste Colbert (ГЭ-561)
- Jean Daret (1614-1668) : Autoportrait (ГЭ-5704)
- Thomas Blanchet (vers 1614-1689) : Paysage avec un sarcophage (ГЭ-1689) salle 281
- Gaspard Dughet (1615-1675) : Paysage à l'éclair ou Tempête (ГЭ-2372) - Paysage avec cascade, berger et troupeau de moutons (ГЭ-1206) - Paysage avec une route ou Paysage avec les ruines des Thermes de Caracalla (ГЭ-1192) - Paysage avec un pêcheur (ГЭ-1248)
- Charles Dauphin (entre 1615 et 1620-1677) : auteur probable de Vénus et Adonis (ГЭ-1188)
- Charles Dauphin (1615/1620-1677) : Vénus et Adonis (ГЭ-1188)
- Eustache Le Sueur (1616-1655) : Darius Ier faisant ouvrir le tombeau de Nitocris (1242) - Paysage avec Moïse sauvé des eaux du Nil (ГЭ-1251) - Présentation de la Vierge au temple (ГЭ-1777) salle 275
- Sébastien Bourdon (1616-1671) : Auguste devant la tombe d'Alexandre le Grand (ГЭ-2111) salle 278 - Jacob enfouit les dieux étrangers sous le chêne près de Sichem (7481) - Jacob enterrant les teraphim de Laban (ГЭ-3682) salle 278 - Le Massacre des Innocents (ГЭ-1223) - La Mort de Didon (ГЭ-1247) - Vénus et Énée (ГЭ-2112) salle 278
- Charles Le Brun (1619-1690) : Dédale et Icare (ГЭ-40) - L'École d'Athènes, copie (ГЭ-1781) - Portrait du sénateur Iakov Dolgoroukov (ЭРЖ-2216)
  - Entourage : L'Anneau de Salomon ou Exorcisme de démons (ГЭ-2375)

#### Années 1620
- Jacques Courtois (1621-1676) : Affrontement de cavaliers, auteur présumé (ГЭ-3695) - Bataille (ГЭ-2376) - Bataille sous les murs d'une ville (ГЭ-1783) - Le Champ de bataille (ГЭ-1182) - Défense d'une batterie (ГЭ-1785) - Escarmouche de cavalerie (ГЭ-1752) salle 281 - (ГЭ-4390) salle 281 - Escarmouche entre cavaliers et fantassins (ГЭ-3696) - Scène de bataille (ГЭ-2734)
- Nicolas Loir (1624-1679) : La Sainte Famille entourée d'une guirlande de fleurs avec Jean-Baptiste Monnoyer (ГЭ-1774)

#### Années 1630
- Adam François van der Meulen (1632-1690)
  - Atelier : Louis XIV au siège de Maastricht (ГЭ-1727)
- Claudine Bouzonnet-Stella (1636-1697) : L'Apparition du Christ à saint Martin (Miles Christianus) (ГЭ-2659) salle 277
- Jean-Baptiste Monnoyer (1636-1699) : Nature morte avec fleurs et fruits (ГЭ-7439) - La Sainte Famille entourée d'une guirlande de fleurs avec Nicolas Loir (ГЭ-1774)
- Charles de La Fosse (1636-1716) : Agar dans le désert (ГЭ-1750) - Le Christ apparaissant à Marie de Magdala (ГЭ-1215) - Le Christ entouré d'anges dans le désert ou La Tentation du Christ (ГЭ-4427) salle 284
- Maître des Cortèges (milieu du XVIIe siècle) : Paysans dans une taverne en 1640  (ГЭ-328) salle 276
- Maître aux béguins (Actif au milieu du XVIIe siècle) : Action de grâce ou d'Antoine Le Nain (ГЭ-1157)

#### Années 1640
- Francisque Millet (1642-1679) : Paysage avec le Christ et ses disciples (ГЭ-633) - Paysage avec une femme cueillant des fleurs (ГЭ-1404) - Paysage de montagnes (ГЭ-1203)
- Pierre Montallier (1643-1697?) : Les Bonnes Œuvres (ГЭ-1386) salle 276
- Jean Jouvenet (1644-1717) : Déposition de croix (5717) - Portrait d'un inconnu (ГЭ-5747)
- Étienne Allegrain (1645-1736) : Paysage avec Moïse sauvé des eaux (ГЭ-1133)
- Joseph Parrocel (1646-1704) : Attaque d'une batterie ou Le Siège de Namur (ГЭ-1245) - Bataille de Leuze-en-Hainaut près de Tournai, auteur présumé (ГЭ-1672) - Bataille près d'un moulin à vent (ГЭ-1673)
- Pierre-Antoine Patel (1648-1707) : Paysage avec une cascade (ГЭ-1763) - Paysage classique (ГЭ-1202)
- Bon Boullogne (1649-1717) : Le Retour de Jephté (ГЭ-1244)

#### Années 1650
- Jean-Baptiste Santerre (1651-1717) : Jeune femme au châle (ГЭ-1146) - Portrait de deux actrices (ГЭ-1284)
- Nicolas de Largillierre (1656-1746) : Commémoration du festin offert par les magistrats de la ville de Paris à Louis XIV (1269)
- Joseph Vivien (1657-1734) : Portrait de l'architecte Jules Hardouin-Mansart (ГЭ-5711)

#### Années 1660
- Alexandre-François Desportes (1661-1743) : Chien avec nature morte de gibier (ГЭ-2219) - Nature morte avec gibier et légumes (ГЭ-2216) salle 287 - Nature morte avec un lièvre et des fruits (ГЭ-2218)
- Pierre Gobert (1662-1744) : Portrait de Louise Adélaïde d'Orléans (ГЭ-5733)
- Robert Tournières (1667-1752) : Portrait d'une inconnue en Hebe (ГЭ-1263)
- Nicolas Vleughels (1668-1737) : La Punition de Cupidon (ГЭ-2520) salle 285 - La Sainte Famille (ГЭ-1889) - La Visitation ou Rencontre de Marie et d'Élizabeth (ГЭ-1888)

#### Années 1670
- Louis Galloche (1670-1761) : Diane et Actéon (ГЭ-1163)
- Jacques Courtin (1672-1752) : Jeune femme face à un miroir (ГЭ-1171)
- Jean Raoux (1677-1734) : Vierge vestale (ГЭ-1212)
- Jean-Baptiste Nattier (1678-1726) : Joseph et l'épouse de Potiphar (ГЭ-1268)
- Alexis Grimou (1678-1733) : Jeune femme en costume de scène (ГЭ-1125)
- Jean-Baptiste Alexandre Le Blond (1679-1719) : Projet pour un pavillon avec sa fontaine de Neptune dessin d'architecte - Projet pour le Palais de Strelna dessin d'architecte
- Jean-François de Troy (1679-1752) : Apollon et Daphné (ГЭ-3739) salle 284 - L'Enlèvement de Proserpine (7526) - Loth et ses filles (ГЭ-1232) - Portrait de Jeanne de Troy, épouse de l'artiste (ГЭ-1209) - Scène dans un parc (ГЭ-1274) - Suzanne et les vieillards (ГЭ-1240)

#### Années 1680
- Antoine Pesne (1683-1757) : Diseuse de bonne aventure (ГЭ-2768) - Nativité (ГЭ-2251) - Portrait de Christian-Auguste d'Anhalt-Zerbst (ГЭ-5280) - Portrait de Frédéric II (ГЭ-1423) salle 255 - Portrait de Jeanne-Élisabeth de Holstein-Gottorp princesse d'Anhalt-Zerbst (ГЭ-5281) - Portrait de Johann Melchior Dinglinger (ГЭ-1427) - Portrait de Maria Susanna Dinglinger (ГЭ-1426) - La Sainte Famille (ГЭ-4053)
- Antoine Watteau (1684-1721) : Les Acteurs de la Comédie-Française (ГЭ-1131) - La Boudeuse ou La Fille Capricieuse (ГЭ-4120) salle 284 - Les Épreuves de la guerre (ГЭ-1159) - Étude pour une tête de femme craie blanche, pierre noire, sanguine (40024) - Les Idylles de la guerre (ГЭ-1162) - Paysage à la cascade (7766) - La Proposition embarrassante (ГЭ-1150) - Le Repos pendant la fuite en Égypte ou La Sainte Famille (ГЭ-1288) - Le Savoyard ou La Marmotte (ГЭ-1148)- Vieille femme avec une quenouille pierre noire et sanguine (6298)
- Philippe Pillement (1684-1730) : Plafond grotesque auteur présumé (ДМДП-12)
- Jean-Baptiste van Loo (1684-1745) : Portrait de Sir Robert Walpole (ГЭ-1130) - Le Triomphe de Galatée (ГЭ-1219)
- Louis Caravaque (1684-1754) : La Bataille de Poltava (ЭРЖ-1913) - Portrait de la princesse héritière Élisabeth Petrovna fille de Pierre Ier le Grand (ЭРЖ-3268) - Portrait de Pierre Ier le Grand sur son lit de mort (ЭРЖ-2226)
- Nicolas IV de Larmessin (1684-1755) : Bataille de Lesnaya d'après une peinture originale de Pierre-Denis Martin (ГЭ-4181)
- Jean-Marc Nattier (1685-1766) : Pierre Ier le Grand (ЭРЖ-1858) - Portrait d'Anne de Russie, auteur présumé (ЭРЖ-1860) - Portrait de Catherine Ire (ЭРЖ-1857) - Portrait de femme en gris (ГЭ-5729) - Portrait de Louis XV (ГЭ-1123) - Portrait de Pierre-Victor de Besenval de Brünstatt (ГЭ-7488) - Portrait du prince Alexandre Borissovitch Kourakine (ГЭ-563)
- Jean-Baptiste Oudry (1686-1755) : Chien à l'arrêt ou Chien pointant une perdrix (ГЭ-2528) salle 287 - Nature morte au quartier de viande (5626) - Nature morte aux fruits (ГЭ-1121)
- Jacques de Lajoüe (1686-1761) : Hiver encre de Chine, aquarelle sur dessin au crayon - Pavillon de marbre dans un paysage (5625)
- François Lemoyne (1688-1737) : Baigneuse et sa suivante ou Femme au bain (ГЭ-1222) - Jupiter et Io (ГЭ-1221) - Messagers de Godefroy de Bouillon dans les jardins d'Armide (ГЭ-1135)

#### Années 1690
- Noël Nicolas Coypel (1690-1734) : Le Bain de Diane (ГЭ-2757) - Naissance de Vénus (ГЭ-1176)
- Nicolas Lancret (1690-1743) : Concert dans le parc (ГЭ-1621) salle 285 - (ГЭ-5624) - Le Contrat de mariage (1132) - La Cuisine (ГЭ-1267) - La Danseuse Marie Camargo (ГЭ-1145) - L'Été (ГЭ-1258) - Le Printemps (ГЭ-1259) - Réunion dans un parc (4797) - La Servante Libertine (ГЭ-1265) - Une scène de la tragédie de Thomas Corneille, Le Comte d'Essex (ГЭ-1144)
- Jean-Baptiste Pater (1695-1736) : Les Baigneuses (7670) - Halte de soldats (1142) - Marche de soldats (1143) - Le Récital de flûte (2044)
- Juste-Aurèle Meissonnier (1695-1750) : Projet pour un canapé destiné au comte Bilenski encre de Chine et aquarelle
- Louis Tocqué (1696-1772) : La Comtesse Iekaterina Golovkina (ru) (ГЭ-7636) - Portrait d'Élisabeth Ire avec son cordon de l'Ordre de Sainte-Catherine (ГЭ-1280) - Portrait de Louis, Grand Dauphin de France (ГЭ-1124) - Portrait d'Ivan Chouvalov (ГЭ-5636) - Portrait du ténor Pierre de Jélyotte dans le rôle d'Apollon (ГЭ-5638)
- Pierre Subleyras (1699-1749) : L'Évêque Basile de Césarée célébrant la messe devant l'empereur Valens ou La Messe de saint Basile (ГЭ-1169) - Le Bât (ГЭ-4703)
- Jean Siméon Chardin (1699-1779) : Le Bénédicité (ГЭ-1193) - La Blanchisseuse (ГЭ-1185) - Nature morte avec les attributs des arts (ГЭ-5627)
- Étienne Jeaurat (1699-1789) : Convalescence (ГЭ-1147) - Laban venant chercher ses filles (ГЭ-1620)

#### 1700
- Charles-Joseph Natoire (1700-1777) : L'Amour aiguisant ses flèches (ГЭ-7653) - Bacchus et Ariane (ГЭ-1220)
- Charles François Lacroix de Marseille (vers 1700-1779 ou 1782) : Golfe (ГЭ-1677)

### XVIIIesiècle

#### Années 1700
- François Boucher (1703-1770) : Cupidons. Allégorie de la peinture - Paysage avec un étang (ГЭ-1137) - Paysage près de Beauvais (ГЭ-5734) salle 285 - Pygmalion et Galatée (3683) - Le Repos pendant la fuite en Égypte (ГЭ-1139) - Scène pastorale (ГЭ-1275) - Tête de jeune fille (ГЭ-5635) salle 285 - La Toilette de Vénus (ГЭ-7655) - La Traversée du gué (ГЭ-6329) salle 285 - La Traversée du pont (ГЭ-6328). Dessins : Dessus de porte. Histoire (OP-42924) - Étude de deux personnages masculins et d'un chien, craie noire et blanche (37924) - Étude d'un nu féminin (OP-382) - Feuille de croquis, fusain, pierre blanche et sanguine (31620) - Fille sentant une rose (OP-11416) - Jeune Femme assoupie sanguine et pastel sur papier brun - Les Pèlerins d'Emmaüs, craie noire, blanche et rouge (14283)
  - Entourage : Le Triomphe de Vénus 1749 (ГЭ-7656)
- Charles André van Loo (1705-1765) : L'Apothéose de Saint Grégoire - Autoportrait (ГЭ-1211) -  Jupiter et Antiope - Concert espagnol ou Conversation en espagnol ou La Lecture espagnole (ГЭ-2173) salle 285 - Lecture (ГЭ-2174) salle 285 - Persée et Andromède (ГЭ-1230) - Portrait de l'amiral Louis Guillouet d'Orvilliers (ГЭ-5867) - Le Repos de Diane (ГЭ-1140) - Sultane buvant du café (ГЭ-7489)
- Louis-Michel van Loo (1707-1771) : Concert espagnol ou Sextuor (ГЭ-1610) salle 285

#### Années 1710
- Claude Joseph Vernet (1714-1789) : Cascade à Tivoli (ГЭ-3746) - Cascatelles de Tivoli (3740) - Entrée du port de Palerme au clair de lune (ГЭ-1764) - La Gondole italienne (1204) - Matin à Castellammare del Golfo (ГЭ-3745) - La Mort de Virginie (ГЭ-1759) - Naufrage (ГЭ-4372) - Orage (ГЭ-1772) - Orage sur une côte rocheuse (ГЭ-1754) - Le Port d'Ancône (ГЭ-1756) salle 287 - Port italien (ГЭ-1273) - Rivage rocheux (ГЭ-7584) - Scène au clair de lune dans les environs de Citta Nuova en Illyrie (ГЭ-1197) - Tempête (ГЭ-1164) - Vue des environs de Sorrente (ГЭ-1192) - Vue du parc de la Villa Ludovisi à Rome (ГЭ-3684) salle 287
- Jean-Baptiste-Marie Pierre (1714-1789) : Vieil Homme dans une cuisine (7240)
- Jean-Baptiste Perronneau (1715-1783) : L'Enfant au livre (ГЭ-1270)
- Jean-Baptiste Lallemand (1716-1803) : Forum romain (ГЭ-1757)
- Joseph-Marie Vien (1716-1809) : Mars et Vénus (2249)
- Jean-François Samsois, franco-suisse (1720-1797) : Portrait d'un inconnu vêtu d'un caftan gris clair, pastel sur parchemin (OR-43410)

#### Années 1720
- Charles-Louis Clérisseau (1721-1820) : Décoration intérieure pour le musée de Catherine la Grande encre de chine, lavis brun et gris (ОР-2606) - Décor sculptural de la colonne de Troie craie noire et craie blanche - Fantaisie architecturale gouache, lavis brun, encre noire - Maison de campagne construite sur des ruines antiques avec deux sarcophages encre, aquarelle, badigeon - Ornementation de style grotesque, deux œuvres différentes - Plan de la maison antique de Catherine la Grande encre de chine, lavis brun et gris, aquarelle - Un plan d'ensemble pour la route de Saint-Pétersbourg à Moscou encre de Chine, aquarelle rose (40406) - Vue de Noale dans les territoires de Venise aquarelle - Vue du Colisée à Rome aquarelle, encre de chine, lavis brun et gris (ОР-2323)
- Gabriel de Saint-Aubin (1724-1780) : Groupe de personnes qui se promènent encre noire, lavis gris et noir, aquarelle, gouache
- Jean-Baptiste Greuze (1725-1805) : Autoportrait (ГЭ-5644) - Le Comte Pavel Alexandrovitch Stroganov enfant (ГЭ-4063), salle 288 - La Comtesse Ekaterina Petrovna Chouvalova (ГЭ-5726) - Le Curé et la Jeune Veuve (ГЭ-7521) - L'Enfant gâté (5725) - Étude de tête de femme sanguine - Fillette à la poupée (ГЭ-3689) salle 288 -  Jeune Fille dans une tunique lilas (ГЭ-5642) - Jeune Homme au chapeau (ГЭ-1256) - Le Paralytique ou Piété filiale  (ГЭ-1168) - Tête de jeune fille (1299) - Tête de jeune fille au bonnet (ГЭ-1254)
- Louis Jean François Lagrenée (1725-1805) : Charité romaine (ГЭ-3698)
- Gabriel-François Doyen (1726-1806) : La Mort de Virginie lavis noir et brun avec blanc sur dessin à la pierre noire
- Pierre-Jacques Volaire (1728-1799) : Abordage d'un vaisseau au cours d'une bataille navale (ГЭ-5801)
- Jean-Baptiste Vallin de La Mothe (1728-1800) : Projet pour l'Académie des Beaux-Arts de Saint-Pétersbourg avec Alexandre Kokorinov, Simon Sorensen et Iakov Ananievitch Ananine (ru)
- Jean Pillement (1728-1808) : Paysage de montagnes (ГЭ-4176)

#### Années 1730
- Jean-Louis de Velly (ru) (1730-1804) : Autoportrait (ГЭ-1138) - Portrait de Jacob von Staehlin  (ЭРЖ-2470)
- Jean-Honoré Fragonard (1732-1806) : Le Baiser à la dérobée (ГЭ-1300) - Les Enfants du fermier ou Les Enfants profitent de l'absence de leurs parents (1179) - L'Enjeu perdu ou Le Baiser gagné (ГЭ-5646)
- Hubert Robert (1733-1808) : - Auprès de l'ermite (ГЭ-8580) - Bassin entouré d'une colonnade (La villa Giulia) (9609) - Chaumière dans la forêt (ГЭ-5784) - Le Colisée (ГЭ-5111) - Cyprès (ГЭ-8410) - Le Dénicheur (7731) - Écurie dans les ruines de la Villa Giulia (ГЭ-7662) - L'Escalier aux colonnes (ГЭ-1126) - Femme peintre parmi les ruines antiques (aquarelle) - La Fuite de Galatée (ГЭ-7732) - Incendie à Rome (ГЭ-5422) - Intérieur paysan (ГЭ-6755) - Lavandières dans les ruines (ГЭ-5806) - Le Mur de verdure (ГЭ-2744) salle 289 - Pavillon avec une cascade (ГЭ-7594) - Paysage architectural avec un canal (ГЭ-1294) - Paysage avec des ruines (ГЭ-5723) - Paysage avec escalier et obélisque (ГЭ-5857) - Paysage avec les ruines d'un temple circulaire, une statue de Vénus et un monument à Marc Aurèle (ГЭ-4785) - Paysage avec terrasse et cascade (ГЭ-5720) salle 289 - Paysage avec une arche et le dôme de Saint-Pierre de Rome (ГЭ-7733) - Paysage avec une arche naturelle (ГЭ-8411) - Paysage avec une cascade (ГЭ-5721) - Paysage avec une colonne monumentale (ГЭ-8409) - Paysage avec un moulin (ГЭ-5300) - Paysage avec un obélisque (ГЭ-5722) salle 289 - Paysage avec un pont de pierre (ГЭ-1766) - Paysage décoratif avec un obélisque (ГЭ-7734) - Paysage de montagne avec un aqueduc (ГЭ-8412) - Paysage rocheux (ГЭ-7736) - Les Peintres (ГЭ-6407) - Porche de palais avec portique et caryatides (ГЭ-5651) - Pyramide de Cestius (ГЭ-5648) - Ruines antiques utilisées comme bains publics (ГЭ-1262)- Ruines d'un ancien arc de triomphe (ГЭ-8272) - Ruines d'une terrasse dans le parc de Marly (ГЭ-5647) - Ruines d'un temple dorique (ГЭ-1293) - Ruines habitées (ГЭ-4057) salle 289 - La Statue oubliée (ГЭ-4056) salle 289 - Temple ancien : la Maison Carrée à Nîmes (ГЭ-7483) salle 289 - Le Tombe de Cecilia Metella (ГЭ-5650) - Villa Madama près de Rome (ГЭ-5649) - Villa Madama près de Rome (ГЭ-7593) - Visite d'une vieille église (ГЭ-4651)
- Jean-Baptiste Le Prince (1734-1781) : Le Chiromancien (ГЭ-5645) - Le Jeu de boules (4654) - Scène de la vie quotidienne en Russie (ГЭ-8408)
- Jean-Pierre Houël (1735-1813) : Ruines d'un réservoir à Taormina. Vue intérieure gouache - Vue d'une partie des murs de Catane et de la rivière souterraine gouache, aquarelle

#### Années 1740
- Pierre-Étienne Falconet (1741-1791) : Portrait de Catherine II (ГЭ-4480)
- Jean-Laurent Mosnier (1743-1808) : Portrait de la princesse Elizaveta Borissovna Chakhovskaïa (ЭРЖ-1134) (Certains sites indiquent que ce tableau se trouve au Musée russe) - Tête de garçon (ГЭ-3700) salle 289
- Jean-Louis Voille (1744-1829) : Portrait de femme en bleu (5653) - Portrait de la grande-duchesse Hélène Pavlovna de Russie enfant (ГЭ-1282) - Portrait de la princesse Tatiana Vassilievna von Engelhart - Portrait de Tatiana Ioussoupova (ГЭ-5656) - Portrait d'Olga Jerebtsova (ru) (ГЭ-5654) - Portrait du grand-duc Alexandre Pavlovitch vers ses 15 ans (ГЭ-1281) - Portrait d'une fille avec un chapeau (ГЭ-5724)
- Pierre-Alexandre Wille (1746-1821) :  Portrait d'un garçonnet craie rouge
- Jacques-Louis David (1748-1825) : Sapho, Phaon et l'Amour (ГЭ-5668)

#### Années 1750
- Alexandre Moitte (1750-1828) : Le Rémouleur et sa famille
- Martin Drolling (1752-1817) : Peinture sur une assiette en porcelaine. Matin dans une maison paysanne (ГЭ-1311)
- Jean-Louis de Marne (1752-1829) : Marché dans un port de mer (ГЭ-1297)
- Robert Lefèvre (1755-1830) : Portrait d'Élisabeth Alexandrovna Stroganoff (ГЭ-7681) - Portrait du général Piotr Tchitcherine (ru) (ГЭ-5750)
- Nicolas Antoine Taunay (1755-1830) : Henri IV et sa suite à la chasse - Paysage campagnard (ГЭ-1304) - Paysage montagnard (ГЭ-1305) - Le Triomphe de la guillotine
- Élisabeth Vigée Le Brun (1755-1842) : Allégorie du génie d'Alexandre Ier (ГЭ-1149) - Autoportrait (ГЭ-7586) - Portrait d'Alexandra et de Hélène Pavlovna de Russie filles de l'empereur Paul Ier (ГЭ-7747) - Portrait d'Anne Pitt en Hébé (ГЭ-4749) - Portrait de femme (ГЭ-7793) - Portrait de la comtesse Anna Sergueïevna Stroganov et de son fils Sergueï (ГЭ-7585) - Portrait de la grande-duchesse Élisabeth Alexeïevna de Russie (ГЭ-1283) - Portrait de l'impératrice Élisabeth Alexeïevna de Russie (ГЭ-7615) - Portrait du comte Grigori Tchernychiov (ru) tenant un masque (ГЭ-7459) - Portrait du comte Pavel Alexandrovitch Stroganov (ЭРЖ-2360) - Portrait du jeune baron Grigori Alexandrovitch Stroganov (ГЭ-5658) - Portrait du prince Alexandre Kourakine (ГЭ-5664)
- Jean François Xavier Hattenberger français et/ou russe  (1758-vers 1820) : Adonis et Vénus, dessin
- Pierre-Paul Prud'hon (1758-1823) : L'Ascension de la Vierge (ГЭ-3538) - L'Innocence entre l'amour et la richesse (ГЭ-5673) - Portrait de la princesse Catherine Talleyrand dessin - Portrait du comte Alexandre Ostermann-Tolstoï (ГЭ-5084)
- Carle Vernet (1758-1836) : Une chasse de Napoléon Ier en Forêt de Compiègne (ГЭ-5671)

#### Années 1760
- Guillaume Guillon Lethière (1760-1832) : La Mort de Caton d'Utique (ГЭ-1302)
- Marguerite Gérard (1761-1837) : Artiste peignant le portrait d'une musicienne (ГЭ-1129)
- Louis-Léopold Boilly (1761-1845) : À l'entrée (6643) - Le Jeu de billard (ГЭ-5666) - Politiciens dans le Jardin des Tuileries (ГЭ-3524) - Portrait de Géraud Christophe Michel Duroc duc de Frioul (ГЭ-7468) - Portrait du général Jean-Baptiste Kléber (ГЭ-4647)
- Armand-Charles Caraffe (1762-1822) : Quintus Caecilius Metellus Macedonicus lève le siège (ГЭ-2758)
- Anne-Louis Girodet (1767-1824) : Autoportrait (ГЭ-5660) - Portrait de Joachim Murat (ГЭ-4739) - Tête de jeune femme au turban (ГЭ-8235)
- Henri-François Riesener (1767-1828) : Portrait de Petr Petrovitch Latchinov (ГЭ-5753) - Portrait de Sofia Apraksina (ГЭ-6282) - Portrait de Vladimir Iakovlevitch Lanskoï (ГЭ-5752)
- Nicolas de Courteille (vers 1768-1830) : Intérieur d'une usine à Sestroretsk (ЭРЖ-2806) - Portrait d'Aleksandra Petrovna Maïlevski avec sa fille (ЭРЖ-2664) - Portrait d'Aleksandr Mikhaïlovitch Maïlevski (ЭРЖ-2665) - Portrait de la comtesse Maria Alekseïevna Tolstoï (ЭРЖ-1146) - Portrait de N. Aubert, enseignant français à Moscou (ЭРЖ-2640) - Portrait d'un civil (ЭРЖ-1747) - Portrait d'une femme de la famille Schmidt (ЭРЖ-2722) - Portrait d'un homme de la famille Schmidt  (ЭРЖ-2721)
- Jacques François Joseph Swebach-Desfontaines (1769-1823) : Un aspect de la vie quotidienne russe  (ЭРЖ-2674)

#### Années 1770
- François Gérard (1770-1837) : Portrait d'Alexandre Ier vers ses 37 ans - Portrait de Joséphine de Beauharnais dans son salon au Château de Malmaison (ГЭ-5674) - Portrait du comte Viktor Kotchoubeï (ГЭ-4645)
- Antoine-Jean Gros (1771-1835) : Bonaparte au pont d'Arcole (ГЭ-5669)
- André-Joseph Mécou (1771-1837) : Portrait de l'impératrice Élisabeth Alexeïevna de Russie gravure d'après Jean Henri Benner (ЭРГ-13660)
- Jean-Marie Delaperche (1771-1843) : L'Empereur Alexandre Ier accorde à la France une forme équitable de gouvernement et de constitution dessin (43550)
- Pierre-Athanase Chauvin (1774-1832) : Paysage italien (ГЭ-3712) - (ГЭ-3713)
- Pierre-Narcisse Guérin (1774-1833) : Morphée et Iris (ГЭ-5675) - Sappho sur le rocher à Leucade (ГЭ-7242)
- Constance Mayer (1775-1821) : L'Innocence entre l'amour et la richesse en collaboration avec Pierre-Paul Prud'hon (ГЭ-5673)
- François Marius Granet (1775-1849) : Moines dans une grotte (ГЭ-4577) - Réunion du chapitre du monastère (ГЭ-2702) - Intérieur du chœur de l'église du monastère des capucins sur la Piazza Barberini à Rome (ГЭ-1322)
- Jean Henri Benner (1776-1836) : Iekaterina Andreïevna Karamzina miniature - Portrait d'Alexandre Ier (empereur de Russie) aquarelle (OPm-166) - Portrait de Konstantine Iakovlevitch Boulgakov - Portrait de la grande-duchesse Alexandra Feodorovna de Russie aquarelle (OPm-171) - Portrait d'Élisabeth Ire (impératrice de Russie) aquarelle et blanc (OPm-161) - Portrait de l'impératrice Élisabeth Alexeïevna de Russie (ЭPP-8318) - Portrait de l'impératrice Élisabeth Alexeïevna de Russie en deuil - Portrait de Paul Ier (empereur de Russie) (OPm-164)
- Fleury François Richard (1777-1852) : Valentine de Milan pleurant la mort de son époux (ГЭ-10608)
- Jean-Auguste-Dominique Ingres (1780-1867) : Le Comte Nikolaï Dmitrievitch Gouriev (ГЭ-5678) - Portrait d'une jeune femme dessin - Portrait du général de division Nikolaï Fiodorovitch  Khitrovo (ru) aquarelle sur papier

#### Années 1780
- Hippolyte Lecomte (1781-1857) : Rencontre de Napoléon Ier avec les ambassadeurs de l'empereur d'Autriche près de Leoben en Styrie le 7 avril 1797 (ГЭ-7476)
- Auguste-Joseph Desarnod (1788-1840) : Attaque de la cavalerie de Fiodor Petrovitch Ouvarov à Borodino (ЭРЖ-2217) - Escarmouche entre chevau-léger russes et français en 1812  (ЭРЖ-2218)
- Charles de Steuben (1788-1856) : Portrait d'Anna Egorovna Benardaki (ГЭ-6943) - Portrait de Dmitri Benardaki (ru) (ГЭ-6944) - Portrait de la Comtesse Dash (ГЭ-7556) - Portrait de la comtesse Ioulia Stroganov (ru) (ЭРЖ-3282) - Portrait du baron Alexandre de Stieglitz (ЭРЖ-2645) - Portrait d'une jeune femme (ЭРЖ-1256) - Portrait du sous-lieutenant Alexandre P. von Benckendorff (1819-1851) (ЭРЖ-217)
- Horace Vernet (1789-1863) : L'Ange de la mort (ГЭ-3827) - Autoportrait (ГЭ-5679) - Portrait du général Pablo Morillo - Un invalide remet une pétition à Napoléon Ier lors d'une parade dans la cour des Tuileries
- Auguste Couder (1789-1873) : La Mort de Masaccio (ГЭ-7238)

#### Années 1790
- Claude-Marie Dubufe (1790-1864) : Portrait d'un homme (8982)
- Adèle Riché (1791-1878) : Portrait de Natalija Obrenović reine de Serbie (ГЭ-10070)
- Nicolas-Toussaint Charlet (1792-1845) : Un soldat et de jeunes hommes (ГЭ-7239)
- Sophie Chéradame (1793-1829) : Portrait de la grande-duchesse Elena Pavlovna née princesse Charlotte de Wurtemberg épouse du grand-duc Michel Pavlovitch de Russie (ЭРЖ-1168) - Portrait de la princesse Anna (ou Avdotia) Nikolaïevna Golitsyna (ЭРЖ-1188)
- Ary Scheffer d'origine hollandaise (1795-1858) : La Mort de Gaston de Foix-Nemours à la Bataille de Ravenne le 11 avril 1512 (ГЭ-3991)
- Jean-Baptiste Camille Corot (1796-1875) : À l'orée d'un bois ou Paysanne et sa vache (ГЭ-7166) - Arbres dans un marais (ГЭ-5684) - Mare dans un bois (ГЭ-7279) - Matin (ГЭ-3889) - Paysage avec un garçon portant une chemise blanche (ЗКсз-114) - Paysage avec un lac (ГЭ-5685) - Rochers à Amalfi (ЭКсз-232) - Soir (ГЭ-3890)
- Eugénie Tripier Le Franc (1797-1872) : Portrait de mademoiselle Rivière (ГЭ-8275)
- Paul Delaroche (1797-1856) : La Jeune Martyre chrétienne (ГЭ-5358) - Pause sur les rives du Tibre (ГЭ-3855) - Portrait de mademoiselle Henriette Sontag interprétant le rôle de donna Anna dans l'opéra Don Giovanni (ГЭ-7462)
- Joseph-Désiré Court (1797-1865) : Portrait d'une femme (ЭРЖ-1253) - Portrait du prince Pierre Gueorguievitch d'Oldenbourg en uniforme de la Garde impériale du Régiment Préobrajensky (ГЭ5178)
- Pierre Marie Joseph Vernet (1797-1873) : L'Incendie du Palais d'Hiver, le 17 décembre 1837 (ЭРР-9319)
- Adolphe Ladurner (1798-1856) : Gardes de la cavalerie française (ЭРЖ-2563) -  Parade du Régiment de la Garde Pavlovski (ЭРЖ-2580) - Portrait d'un adjudant général en uniforme du Régiment Izmaïlovski de la Garde impériale (ЭРЖ-2481) - Portrait d'un civil (ЭРЖ-903) - Revue des gardes français en présence de Charles X (ГЭ-6140) - Une Partie de la salle blanche (armorial) au Palais d'Hiver (ЭРЖ-2436)
- Eugène Delacroix (1798-1863) : Fleurs auteur présumé (ЭКсэ-924) - Chasse au lion au Maroc (ГЭ-3853) salle 308 - Marocain sellant son cheval (ГЭ-3852) salle 308

#### 1800
- Octave Tassaert (1800-1874) : La Mort de Le Corrège  (ГЭ-3960) - Un coin de l'atelier de l'artiste (ГЭ-3962)

### XIXesiècle

#### Années 1800
- Camille Roqueplan (1803-1855) : Jeune Fille aux fleurs (ГЭ-3945)
- Alexandre-Gabriel Decamps (1803-1860) : Autoportrait (ГЭ-3848) - Devant une mosquée au Caire (ГЭ-5164) - Femme vêtue d'une robe orientale (ГЭ-3851) - Nature morte (ГЭ-3850)
- Eugène Isabey (1803-1886) : Petite Fille avec un chat (ГЭ-4172)
- Auguste Raffet (1804-1860) : Deux Hussards français patrouillant en hiver (ГЭ-9797)
- Narcisse Díaz de la Peña (1807-1876) : Enfant dans un jardin (ГЭ-3858) - Famille turque (ГЭ-3856) - Gitans écoutant les prédictions d'un jeune diseur de bonne aventure (ГЭ-3860) - Les Lamentations de la fille de Jephté (ГЭ-3859) - Paysage (8945) - Vénus et Cupidon (ГЭ-3861)
- Simon Saint-Jean (1808-1860) : Fleurs (ГЭ-3953)
- Honoré Daumier (1808-1879) : La Blanchisseuse ou Le Fardeau (ГЭ-10623) salle 404 - Entracte à la Comédie Française, aquarelle, encre de Chine, fusain, et gouache - Le Malade imaginaire aquarelle, encre de Chine et fusain
- Amaury-Duval (1808-1885) : Portrait de famille (ЭРЖ-1492)

#### Années 1810
- Alfred de Dreux (1810-1860) : Amazone (ГЭ-5082) - Balade à cheval (ГЭ-3864) - Carlin dans un fauteuil (ГЭ-3865)
- Constant Troyon (1810-1865) : Au bord de la rivière avant l'orage (ГЭ-3964) - En route vers le marché (ГЭ-3966)
- Jules Dupré (1811-1889) : Paysage avec des vaches (ГЭ-3869) - (ГЭ-7461) - Paysage avec village (ГЭ-8155) - Paysage d'automne (ГЭ-3868) - Paysage forestier (ГЭ-5687)
- Prosper Marilhat (1811-1847) : Rue Ezbékieh au Caire (ГЭ-5366)
- Théodore Rousseau (1812-1867) : Place du marché en Normandie (ГЭ-3950) salle 249 - Paysage au laboureur (ГЭ-7269) - Paysage avec un pont (ГЭ-5689) - Vue des environs de Granville (ГЭ-3951)
- Charles Jacque (1813-1894) : Moutons au pâturage (ГЭ-4009)
- Jean-François Millet (1814-1875) : Les Porteuses de fagots (ГЭ-3924) salle 249
- Jean-Baptiste Antoine Émile Béranger (1814-1883) : L'Atelier du graveur (ГЭ-3805) - Conseils maternels (ГЭ-10258) - Femme curieuse (ГЭ-6954)
- Thomas Couture (1815-1879) : La Petite Baigneuse (ГЭ-3898)
- Charles-Théodore Frère (1814-1888) : Funérailles dans les environs de Constantine (Algérie) (ГЭ-4418)
- Ernest Meissonier (1815-1891) : Charlemagne, Roi des Francs (ГЭ-3919) - Cuirassier français, étude pour la peinture «Friedland» - Fumeur (ГЭ-3918) - Jeune homme avec un livre (ГЭ-7565) - Mousquetaire (ГЭ-5797)
- Henri Baron (1816-1885) : Scène galante ou Présentation d'un bouquet (ГЭ-3800)
- Charles-François Daubigny (1817-1878) : Berges du Loing (ГЭ-3529) - Étang (ГЭ-3863)
- David de Noter  d'origine belge (1818-1892) : Nature morte avec gibier, fleurs et fruits (ГЭ-3930)
- Louis Stanislas Faivre-Duffer (1818-1897) : Portrait d'une vieille femme (ЭРЖ-1327)
- Gustave Courbet (1819-1877) : Femme couchée (ЭКсэ-1394) - Fleurs dans un vase : camélias, tulipes, iris et autres (ЭКРсэ-505) - Paysage avec un cheval mort (ГЭ-3897)
- Jean Baptiste Marie Fouque (1819-1880) : Portrait de la princesse Zénaïde Youssoupoff, jeune (ЭРЖ-1353) - Portrait de la princesse Tatiana Nikolaïevna Youssoupoff (1866-1888) (ЭРЖ-1456) - Portrait du comte Louis Charles Honoré Chauveau (ЭРЖ-1012)
- Édouard Louis Dubufe (1819-1883) : Lovelace enlevant Clarisse Harlowe (ГЭ-7756)

#### Années 1820
- Eugène Fromentin (1820-1876) : Traversée du Nil (ГЭ-3980) salle 308 - Voleurs du désert (6104)
- Félix Ziem (1821-1911) : Vue de Venise (ГЭ-3875)
- Alexandre Cabanel (1823-1889) : Portrait de la comtesse de Keller née Maria Riznich (ГЭ-7600) - Portrait de la comtesse Elizaveta Andreïevna Vorontsova-Dachkova (ru) (7600) - Le prince Constantin Gortchakov (ГЭ-5093)
- Gustave Brion (1824-1877) : Chanteurs de Noël (ГЭ-3818) - Fiançailles en Bretagne (ГЭ-3819)
- Gustave Boulanger (1824-1888) : Répétition théâtrale dans une maison de la Rome antique (ГЭ-3820)
- Pierre Puvis de Chavannes (1824-1898) : Allégorie de la vie (8935) - Folle au bord de la mer ou Femme sur la plage (ГЭ-6564) - Pompiers de village (9672)
- Jean-Léon Gérôme (1824-1904) : L'Albanais (8925) - Napoléon Ier pendant sa campagne en Égypte (ГЭ-5798) - La Piscine du harem (ГЭ-6221) salle 308 - Suites d'un bal masqué (ГЭ-3872) salle 308 - Vente d'esclaves à Rome (ГЭ-6294) salle 308
- William Bouguereau (1825-1905) : Les Adieux de Tobie à son père (ГЭ-4426)
- Ferdinand Heilbuth d'origine allemande (1826-1889) : Promenade en bateau sur la Seine (9008)
- Paul Baudry (1828-1886) : Portrait de Platon Tchikhatchov (ГЭ-4817)
- Auguste Toulmouche (1829-1890) : Jeune Fille lisant un livre (ГЭ-4404)
- Paul-Désiré Trouillebert (1829-1900) : Rive de la Loire près de Chouzé (ГЭ-5886)
- Jean-Jacques Henner (1829-1905) : Étude de femme en rouge (9032) - Portrait de jeune fille (8941)

#### Années 1830
- Camille Pissarro (1830-1903) : Le Boulevard Montmartre par un après-midi ensoleillé (ГЭ-9002) salle 318 - Foire à Dieppe, matinée ensoleillée (ЗКР 525) - Les Jardins des Tuileries par beau temps nuageux (ЭКР-509) ou (ЭКРсэ-509) - Nature morte avec une cafetière (3KPcэ-527) - Parc municipal à Pontoise (ЭKPсэ-517) salle 406 - Place du Théâtre Français, printemps (ГЭ-6509) salle 406 - Le Quai Malaquais et l'Institut de France par un après-midi ensoleillé (ЗКР-531) ou (ЗКРсэ-531)
- Hippolyte Robillard (1831?- après 1875) : Portrait d'un garçon
- Édouard Manet (1832-1883) : Isabelle Lemonnier, le chapeau à la main (ЭКРсэ-230)
- Léon Bonnat (1833-1922) : Cheikhs arabes dans les montagnes (ГЭ-9108) - Femme italienne (ГЭ-9016) - Le Prince Viatcheslav Tenichev (ru) (ГЭ-5172)
- Edgar Degas (1834-1917) : Après le bain (OP 43787) - Danseur (ЭКРсэ-556) - Danseuse ajustant ses chaussons (OP 42160) - Les Danseuses (OP 41255) - Femme se peignant (OP 42154) - Femme s'essuyant après le bain (OP 42156) - Intérieur avec deux personnages  (ЗКсэ-1400) - Place de la Concorde (ГЭ-10622) - La Toilette, pastel (OP 4788)
- Alphonse de Neuville (1835-1885) : Dragons ou Régalons le commandant (8903) - Rue d'une vieille ville (ГЭ-10107)
- Stanislas Lépine (1835-1892) : Paysage avec un pont
- Émile Regnault de Maulmain (1836-1897) : Paysage africain (9164)
- Henri Fantin-Latour (1836-1904) : Azalées (ЭРЖ-566) - Bouquet de fleurs (3KPcэ-557) - Bouquet de roses et de capucines dans un vase en céramique (9675) - Chrysanthèmes - Citron, pommes et tulipes (3KPcэ-550) - Fleurs, coupe avec fruits et carafe (3KPcэ-520) - Fleurs dans un vase en faïence - Naïade (8906) - Pétunias - Pivoines dans un vase (3KPcэ-553)
- Jules Lefebvre (1836-1912) : Marie Madeleine dans la grotte (ГЭ-4841)
- Carolus-Duran (1837-1917) : Portrait d'Anna Obolenskaïa (ГЭ-6752) - Portrait de E. P. Kharitonenko (ГЭ-9010) - Portrait de Nadejda Polovtsova (ru) (ГЭ-5175) - Portrait du baron Alexandre de Stieglitz (1814-1884) (ЭРЖ-471)
- Étienne-Prosper Berne-Bellecour (1838-1910) : Un soldat (ГЭ-9015)
- Jean-Paul Laurens (1838-1921) : Maximilien Ier (empereur du Mexique) avant son exécution (ГЭ-9671) - Interrogatoire de Bernard Délicieux (9012)
- Alfred Sisley (1839-1899) : Bord du Loing à Saint-Mammès (ru) (ГЭ-9167) salle 406 - La Campagne à Veneux-les-Sablons ou Journée venteuse à Veneux (ru) (ГЭ-6508) salle 406 - Les Péniches à Billancourt (ЭКРсэ-515) - Village au bord de la Seine ou Villeneuve-la-Garenne (ГЭ-9005) salle 319 ou 406
- Paul Cézanne (1839-1906) salle 318 : Autoportrait ou Portrait de Cézanne d'après Auguste Renoir (ЗКРсэ-513) - Autoportrait à la casquette (ГЭ-6512) - Les Baigneurs (ЭКР-536) ou (ЗКРсэ-536) - Le Bassin du Jas de Bouffan (ЗКРсэ-530) - Bords de Marne ou L'Île Machefer à Saint-Maur-des-Fossés ou Villa sur la rive d'une rivière (ГЭ-6513) salle 410 - Bouquet de fleurs dans un vase bleu (ГЭ-8954) - Le Fumeur de pipe (ГЭ-6561) - Grand Pin et Terres rouges près d'Aix-en-Provence (ГЭ-8963) - Jeune Fille au piano ou Ouverture de Tannhäuser (opéra) (ГЭ-9166) - Maisons au bord d'une route (ЭКРсэ-502) - La Montagne Sainte-Victoire au-dessus de la route de Le Tholonet (ГЭ-8991) - La Montagne Sainte-Victoire vue des Infernets (ЗКсэ-1395) - Nature morte au rideau (ГЭ-6514) - Nature morte aux fruits avec bol, carafe et bidon pour le lait (ГЭ-9026) - Nature morte aux pommes (ЭКР-558) ou (ЗКРсэ-558) - Nature morte avec pêches, poires et raisins (ЗКсэ-1580) - Paysage bleu (ГЭ-8993) - Portrait de dame en bleu, Madame Cézanne (ГЭ-8990) - Portrait de l'artiste à la casquette (ГЭ-6512)

#### Années 1840
- Odilon Redon (1840-1916) : Femme allongée sous un arbre (43782) - Femme avec fleurs sauvages pastel et fusain (OP-46438)
- Ferdinand Roybet (1840-1920) : Page avec des chiens (9659)
- Claude Monet (1840-1926) : Champ de coquelicots (ГЭ-9004) - Coin de jardin à Montgeron (ГЭ-9152) - Dame en blanc au jardin ou Jeanne Marguerite Lecadre au jardin. Sainte-Adresse (ГЭ-6505) - Effet de brouillard ou Le Pont de Waterloo à Londres (ГЭ-6545) - Étang à Montgeron (ГЭ-6562) - Falaises près de Dieppe (ГЭ-8992) - Femme assise dans un jardin (ГЭ-10615) - Le Grand Quai au Havre (ГЭ-10614) - Jardin (ГЭ-10616) - Jardin à Bordighera, impression de matin (ГЭ-10617) - Meule à Giverny (ГЭ-6563) - Prés à Giverny (ГЭ-7721) - La Seine à Asnières (ГЭ-10613) - La Seine à Rouen (Monet) (ГЭ-10612) salle 403
- Vincent Jean Baptiste Chevilliard (1841-1904) : La Cuisine
- Auguste Renoir (1841-1919) : Bouquet de roses (3KPcэ-563) - Dans le jardin (ГЭ-10621) - L'Enfant au fouet (ГЭ-9006) - La Femme à l'éventail (ГЭ-6507) salle 409 - Femme dans un escalier (ГЭ-10625) - Femme se coiffant (3KPcэ-507) - Homme dans un escalier (ГЭ-10624) - Jeune Femme avec un chapeau à fleurs (3KPcэ-560) - Jeunes Filles au piano (3KPcэ-227) - Marée basse à Yport (3KPcэ516) - Partie de campagne à Berneval (3KPcэ-535) - Paysage à Beaulieu (3KPcэ-518) - Paysage. Le Cannet (ГЭ-8926) - Portrait de femme en noir (ГЭ-6506) salle 407 - Portrait de Jeanne Samary en pied (ГЭ-9003) - Pommes et Fleurs (ЗKPcэ-1528) - Roses dans un vase (3KPcэ-512) - Roses et Jasmins dans un vase de Delft (3KPcэ-524) - Tête de femme (ГЭ-7714) salle 407
- Armand Guillaumin (1841-1927) : Paysage avec une usine avec au verso La Seine (8904)
- Douanier Rousseau (1844-1910) : Combat entre un tigre et un buffle ou Dans la forêt tropicale (ГЭ-6536) - Jardin du Luxembourg : monument à Frédéric Chopin (ГЭ-7716) - Vue des fortifications à gauche de la porte de Vanves (ГЭ-6535)
- Benjamin-Constant (1845-1902) : Portrait de Marina Derviz (ГЭ-5171)
- Georges Becker (1845-1909) : Cérémonie de réception de Nicolas II à Paris (ЭРЖII-545) - Couronnement de l'empereur Alexandre III et l'impératrice Maria Feodorovna (ЭРЖ-1637) - Portrait du général Mikhaïl Tchertkov (ru) (ЭРЖ-245)
- Pierre Louis Léger Vauthier (1845-1916) : Enfants à table (ГЭ-4187) salle 342
- Paul Gauguin (1848-1903) : Au pied de la montagne ou Fatata te moua (ҐЭ-8977) salle 411 - Bouquet de sorbier (ЗКРсэ-510) salle 411 - La Conversation ou Les Potins ou Parau Parau (ГЭ-8980) - Le Coucher de soleil ou Tapera mahana (ЗKPcэ-533) salle 411 - Deux Sœurs ou Piti teina (ЗКРсэ-529) salle 412 - Douces Rêveries ou Eau délicieuse ou Joie de se reposer ou Nave, nave moe (ГЭ-6510) salle 411 - Famille de Tahiti ou La Pirogue ou Te vaa (ГЭ-9122) salle 439 - Femme au fruit ou Où vas-tu? (Eu haere ia oe)  (ГЭ-9120) salle 411 - Femmes au bord de la mer ou Maternité I (ГЭ-8979) - Femme tahitienne avec des fleurs dans la main ou Le Mois de Marie ou Te avae pas Maria  (ГЭ-6515) salle 439 - Homme cueillant des fruits ou La Récolte (ГЭ-9118) - L'Idole ou Rave te hiti aamu (ГЭ-9121) salle 439 - Naissance du Christ à la tahitienne ou Bé bé (ГЭ-6568) salle 439 - Nature morte à la fenêtre (ЗКРсэ-641) salle 411 - Nature morte avec des tournesols sur un fauteuil (ГЭ-6516) - Pastorales tahitiennes (ГЭ-9119) salle 411 - Paysage aux deux chèvres ou Tarari maruru (ГЭ-7707) salle 439 - Scène de la vie tahitienne (ГЭ-6517) salle 412 - Trois Tahitiennes sur fond jaune (ГЭ-7708) salle 439
- Édouard Detaille (1848-1912) :  Bivouac (ou bivac) du bataillon des tirailleurs de la famille impériale ou Chanteur du 4e bataillon de fusiliers à Tsarskoïe Selo (ГЭ-4213) salle 316 - L'Empereur Nicolas II, l'impératrice Alexandra Feodorovna et le président de la république Félix Faure lors de la revue militaire à Châlons le 27 septembre 1896
- Eugène Carrière (1849-1906) : Femme accoudée à une table (ГЭ-6565) - Femme avec un enfant sur les genoux (9139) - Mère et Enfant (9140)
- Albert Lebourg (1849-1928) : Vue de Pont-du-Château (ГЭ-9280)

#### Années 1850
- Fernand Lematte (1850-1929) : Portrait de Ye. F. Chikhachyova (ЭРЖ-1368)
- Pascal Dagnan-Bouveret (1852-1929) : Aquarelliste au Louvre - Portrait de la comtesse Gogonfelsen (ГЭ-9474)
- Jean-Louis Forain (1852-1931) : Music-hall (8996)
- Jean Geoffroy (1853-1924) : Tête d'une vieille femme, étude (ГЭ-4249)
- Gaston de La Touche (1854-1913) : Le Transfert des reliques (9653)
- Henri-Edmond Cross (1856-1910) : Basilique Sainte-Marie-des-Anges d'Assise
- Henry Moret (1856-1913) : Port Manech (ГЭ-9054)
- François Flameng (1856-1923) : Baignade de dames de la cour au XVIIIe siècle (ГЭ-6213) - Napoléon Ier chassant en forêt de Fontainebleau - Napoléon Ier et le roi de Rome à Saint-Cloud - Portrait de Daria de Beauharnais (ГЭ-7516) - Portrait de la princesse Zénaïde Youssoupoff (ЭРЖ-1371) - Portrait de la princesse Zénaïde Youssoupoff avec ses deux fils à Arkhangelskoïe (ЭРЖ-1370) - Portrait de l'impératrice Maria Fiodorovna (ЭРЖ.II-685) - Portrait de Vera Andreïevna Kharitonenko (ГЭ-8916) - Réception à Compiègne en 1810 (ГЭ-6273) - Réception à la Malmaison en 1802 (ГЭ-6272)
- Georges Seurat (1859-1891) : Vue du fort Samson (ЭКсэ-1577)

#### Années 1860
- Alexis Axilette (1860-1931) : Portrait de la jeune princesse Maria P. Abamelek-Lazarev née Demidova (1876-1955) (ЭРЖ-1372)
- Lucien Simon (1861-1945) : Bretons (ГЭ-7448)
- Maurice Lobre (1862-1951) : Salon du dauphin à Versailles (ГЭ-6534) - Vestibule à Versailles (9061)
- Paul Signac (1863-1935) : Le Pin de Saint-Tropez (ЭКРсэ-542) - Le Port de Marseille (ГЭ-6524)
- Charles Cottet (1863-1925) : Charbonnier - Venise vue de la mer (8900), (9059)
- Henri de Toulouse-Lautrec (1864-1901) : Femme au chapeau noir (ГЭ-5108) - Femme à l'ombrelle dite Berthe la Sourde dans le jardin de M. Forest (ГР 155-97)
- Charles Guilloux (1866-1946) : Clair de lune dans la Forêt de Montmorency (8902)
- Ker-Xavier Roussel (1867-1944) : Scène mythologique (9065) - Triomphe de Bacchus du panneau décoratif Fête champêtre (9165)
- Pierre Bonnard (1867-1947) : Coin de rue à Paris (ГЭ-9025) - Début de printemps ou Ces petits faunes (9106) - Derrière la clôture (7709) - Matin à Paris (ГЭ-9107) - Méditerranée (triptyque) (9663) - (9664) - (9665) - Paysage du Dauphiné (ГЭ-7757) - La Seine près de Vernon (ГЭ-8700) - Soir à Paris (ГЭ-9105) - Train et Péniches ou Paysage avec train de marchandises (ГЭ-6537)
- Firmin Maglin (1867-1946) : Le Printemps à Bouchet - Ville avec une cathédrale (7715)
- René Seyssaud (1867-1952) : La Route (8966)
- Édouard Vuillard (1868-1940) : Enfants dans une chambre (OP42153) - Intérieur (6538) - Jeune Femme dans une pièce (ЭКРсз-539) - Madame Vuillard dans le salon (ЭКРсз-567) - Madame Vuillard devant sa cheminée (3KPсэ-540)
- Jules-Gustave Besson (1868-1942) : Mineurs (9060)
- Fernand Piet (1869-1942) : Marché à Brest (ГЭ-8989)
- Louis Valtat (1869-1952) : Le Bateau (9109) - Les Falaises violettes (8961) - Le Golfe Anthéor (8887) - Jeunes Filles jouant avec un lionceau ou Jeux d'enfants (6574) - Paysage du midi (7718) - Soleil dans les sous-bois (7717) - Une réunion de jeunes femmes (7722)
- Henri Matisse (1869-1954) salle 344 : trente-sept peintures dont Ballerine (ЭКРсэ-514) - Bouquet ou Vase à deux anses (6522) - Bouquet d'arums sous la véranda (7700) - Café marocain (ГЭ-9661) - Chambre rouge ou La Desserte rouge ou Harmonie en rouge (ГЭ-9660) - La Conversation (ГЭ-6521) - La Dame à l'œillet ou La Dame en vert (6519) - La Danse II (ГЭ-9673) - La Famille du peintre (ГЭ-8940) - Femme assise (9039) - Femme sur une terrasse (9040) - Fruits et Cafetière (8892) - Jardin du Luxembourg (9041) - La Jeune Fille aux tulipes ou Portrait de Jeanne Vaderin (9056) - Le Jeune marocain, Amido (7699) - Les Joueurs de boules (ГЭ-9154) - Marocaine en vert (9042) - La Musique (ГЭ-9674) - Nature morte à la soupière ou Vaisselle sur une table (6518) - Nature morte avec la danse (9042) - Nature morte avec nappe bleue (ГЭ-6569) - Nature morte espagnole ou Séville I (9043) - Nature morte espagnole ou Séville II (6570) - Nature morte. Statuette rose et Pot d'étain sur commode rouge (6520) - Nature morte ou Vaisselle et fruits (7697) - Nature morte ou Coupe avec fruits et bouteille (7696) - Nu en noir et or, étude (9057) - La Nymphe et le Satyre (9058) - Portrait de la femme de l'artiste (ГЭ-9156) - Le Rifain en vert, debout (9155) - Les Toits de Collioure ou Vue de Collioure (ГЭ-8997) - Une casserole bleue et un citron (7698) - Vaisselle et Fruits sur tapis rouge et noir (8998) - Vase de tournesols (7706) - Vase d'iris (8965) - Zorah debout (10044)

#### Années 1870
- Maurice Denis (1870-1943) : Bacchus et Ariane (ГЭ-6578) - Le Bois sacré ou Personnages dans un paysage printanier (9567) - Cupidon transporte Psyché au ciel panneau 7 (9694), panneaux complémentaires (9695) - (9696) - (10095) - (10096) - Marthe et Marie (9124) - Mère et Enfant (8893) - La Rencontre ou La Visitation (ГЭ-7710) - Source sacrée à Guidel (7711) - La Visitation ou Visite de Marie à Elisabeth (6575)
- Georges Dufrénoy (1870-1943) : Hôtel de Soubise (6571)
- Tony Minartz (1870-1944) : En quittant le Moulin-Rouge (8967) - Spectatrices dans une loge au théâtre (8953)
- Charles Lacoste (1870-1959) : Maisonnette dans un jardin (ГЭ-8922) - Paysage du sud (ГЭ-8942)
- Georges Rouault (1871-1958) : Femelle ou Filles (OP 43783) - Printemps (42157)
- Henri Manguin (1874-1949) : Dame assise face à l'anse de Cavalière (8956)
- Pierre Laprade (1875-1931) : Dame en noir (8985)
- Géo Dupuis (1875-1932) : Le Havre : quai Notre-Dame (ГЭ-8958)
- Charles Guérin (1875-1939) : L'Attente (9055) - La Dame à la rose (ГЭ-7713) - Femme nue ou Le Modèle (9115) - Jeune Femme (ГЭ-8345) - Jeune Fille au livre ou Les Livres (9053) - Musicien (7712) - Portrait d'une jeune femme (ГЭ-8945) - Scène galante (968) - Terrasse (9067) - Une promenade dans le parc (6559)
- Albert Marquet (1875-1947) : La Baie de Naples (ГЭ-9150) - Cathédrale Notre-Dame de Paris un jour de pluie  (ГЭ-6526) - Les Modistes (ГЭ-9030) - Musicien (7712) - Paysage avec un pont (ЭКРсэ-543) - Place de la Trinité à Paris (ГЭ-4905) - Le Port de Hambourg (ГЭ-8907) - Le Port de Menton (ГЭ-4906) - Le Quai du Louvre en été (ЭКсэ-1392) - Le Quai du Louvre et le Pont Neuf à Paris - Le Quai du Louvre et le Pont Neuf en été (ГЭ-6525)  - Une allée dans le Jardin du Luxembourg (ЭКРсэ-541) - Vue de la Seine et de la Statue équestre d'Henri IV (ГЭ-9151) - Vue de Saint-Jean-de-Luz (ГЭ-7726)
- Charles Hoffbauer (1875-1957) : Dans un restaurant (ГЭ-7319) salle 420
- Edmond Lempereur (1876-1909) : L'Attente ou Le Moulin de la Galette (6560) - Bal Tabarin (8911) - Coin de bal (8921)
- Pierre Girieud (1876-1948) : Les Pivoines (8974)
- Maurice de Vlaminck (1876-1958) salle 347 : Bourg (6539) - Bourg au bord de la Seine (9111) - Bougival ou Bourg avec une église (9113) - Vue de la Seine (9112)
- Jean Puy (1876-1960) : L'Été (7703) - Paysage vers Saint-Alban (8971) - Portrait de la femme de l'artiste au recto, Nu dans un intérieur au verso (7450)
- Kees van Dongen (1877-1968) : Antonia la Coquinera (8994) - Danseuse ou Danseuse rouge (9129) - Femme au chapeau noir (6572) - Lucy et son danseur (9087) - Printemps (9130)
- Louis Charlot (1878-1951) : Village du Morvan sous la neige (9174)
- Othon Friesz (1879-1949) : Adam et Ève ou La Tentation ('8960) - La Cathédrale Notre-Dame de Rouen vue par dessus les toits (ГЭ-9173) - Colline (6543) - Fleurs ou Tulipes et Marguerites (7727) - Nature morte avec une statue de Bouddha (6544) - Travaux d'automne (8890)
- Léopold Survage d'origine russe (1879-1968) : Paysage (9024)

#### Années 1880
- André Derain (1880-1954) salle 430 pour tous les tableaux dont le numéro d'inventaire est précédé des lettres ГЭ : Allée dans un parc avec un personnage (ЭРЖ-544) - Le Bois (ГЭ-9085) - Carrière à Saint Denis ou Paysage avec bateau amarré à la rive (ГЭ-7719) - Le Chevalier X ou Portrait d'un inconnu lisant un journal (ГЭ-9128) - Femme en noir (ГЭ-6577) - Maisons au bord de l'eau ou Montreuil-sur-Mer (ГЭ-7720) - Martigues ou Port en Provence (ГЭ-9101) - Nature morte au crâne (ГЭ-9084) - Nature morte avec corbeille à pain et vin rouge (ГЭ-6542) - Nature morte avec cruche et serviette blanche (ГЭ-8894) - Portrait d'une femme en noir, étude (ГЭ-9125) - Port-Vendres (ГЭ-6540) - Rochers à Vers (Lot) (ГЭ-6541) - La Route dans les montagnes (ГЭ-9126) - Route vers Castel Gandolfo (ЭКРсэ-519) - Table et chaises (ГЭ-9127)
- Henri Le Fauconnier (1881-1946) : Lac (9170) - Petite Écolière (8889) - Signal (9172) - Le Village dans les montagnes (9171)
- Fernand Léger (1881-1955) : Composition (9146)
- Charles Picart Le Doux (1881-1959) : Paysage à Saint-Denis (8955)
- Auguste Chabaud (1882-1955) : Place d'un bourg provençal (9086)
- Auguste Herbin (1882-1960) : Le Moulin sur la Marne à Créteil (9022)
- Marie Laurencin (1883-1956) : Artémis (ГЭ-9000) - Bacchante (ГЭ-9069)
- André Lhote (1885-1962) : Paysage avec des maisons (Ж-3462) - Paysage vert (8914)
- Amédée Ozenfant (1886-1966) : Nature morte. Vaisselle (9070)
- Léon Hubert (1887-1915) : Côte de Bretagne (8899)
- André Favory (1889-1937) : Figure féminine (9123)

#### Années 1890
- Fernand Maglen (1890-1910) : Petit Village (ГЭ-6558)
- Yves Alix (1890-1969) : Le Reféré ou Scène dans la cour (8995)
- Chaïm Soutine (1893-1943) : Autoportrait (ГЭ-10599)

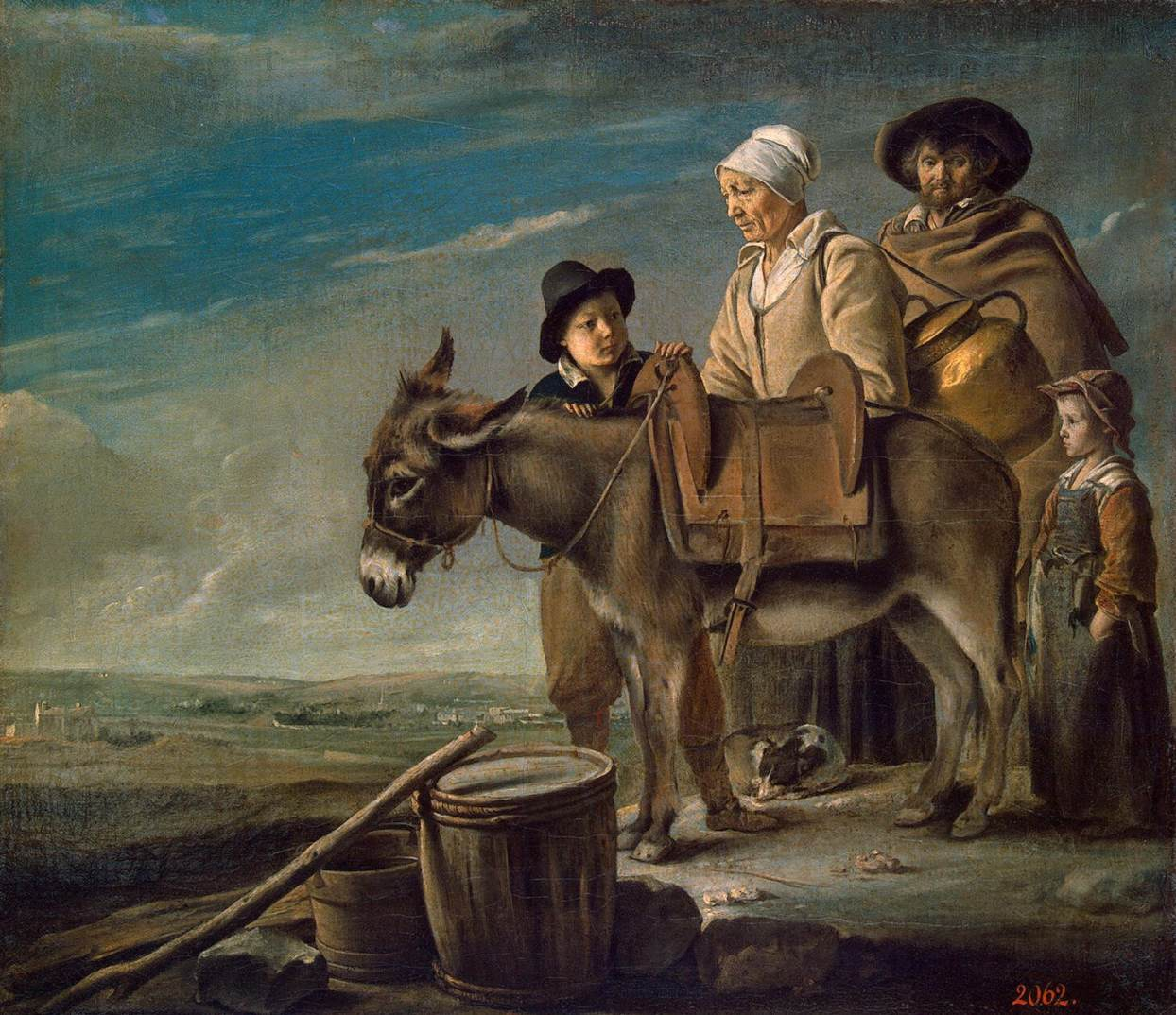
Louis Le Nain - La Famille de la laitière
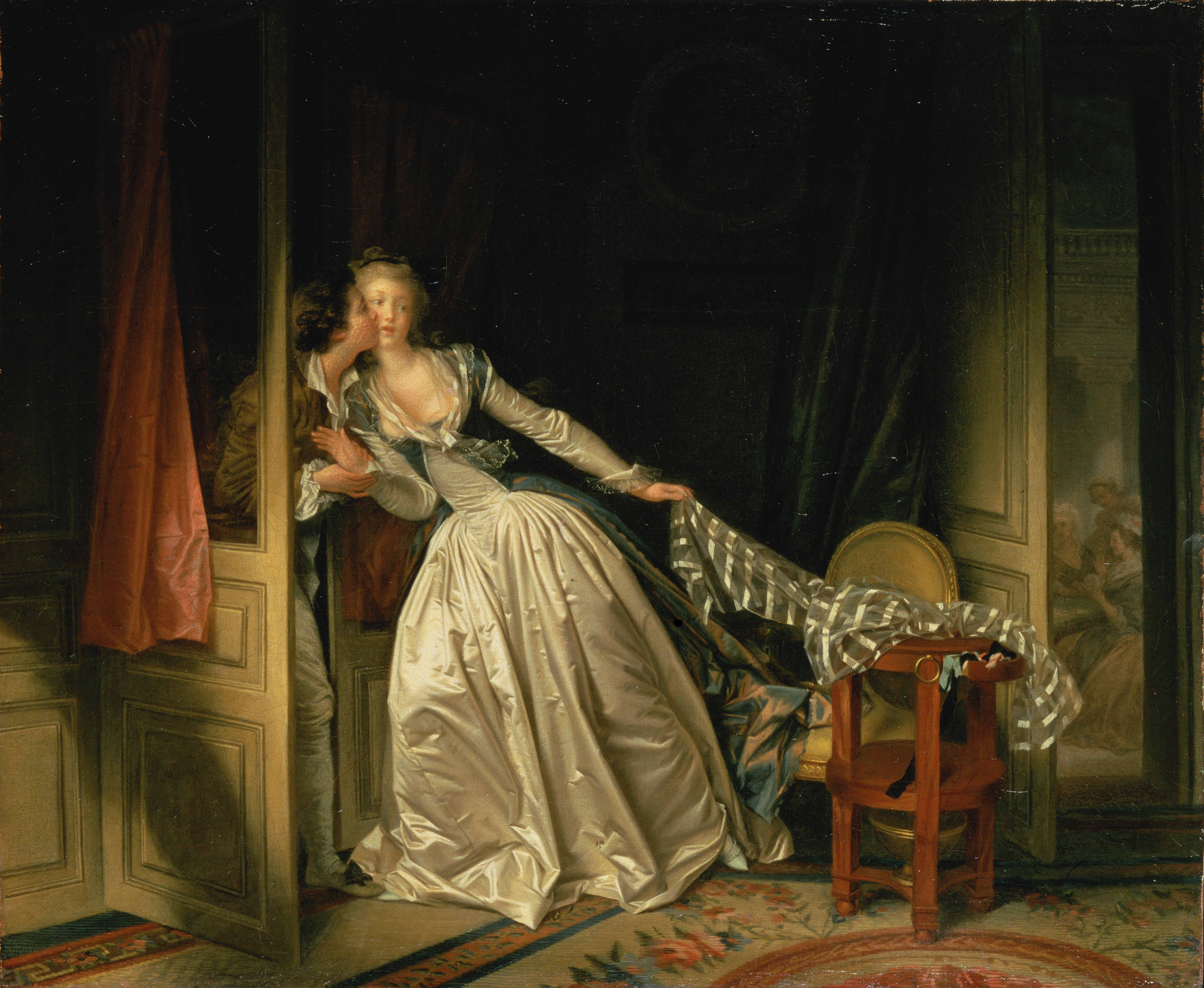
Jean-Honoré Fragonard - Le Baiser à la dérobée
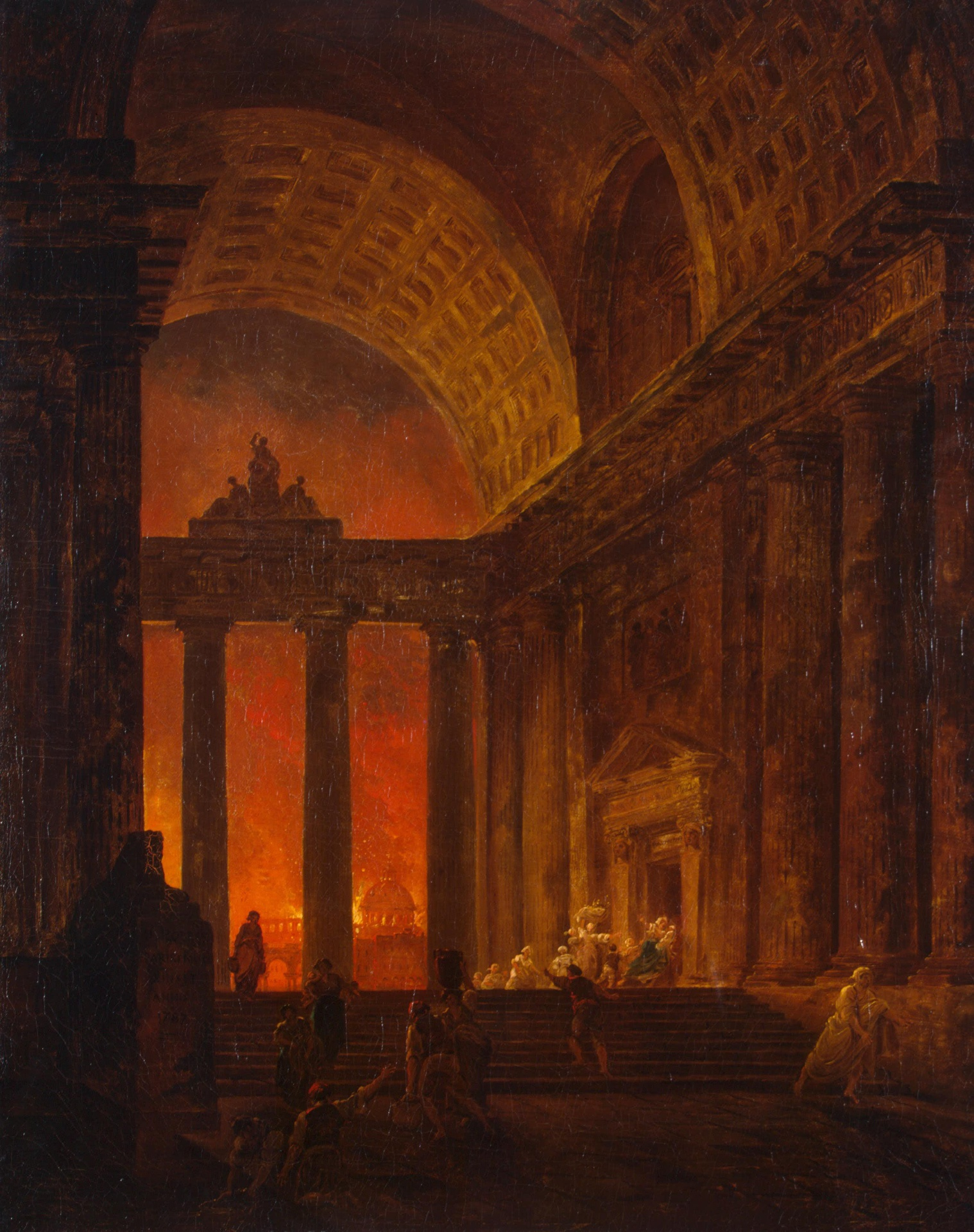
Hubert Robert - Incendie à Rome
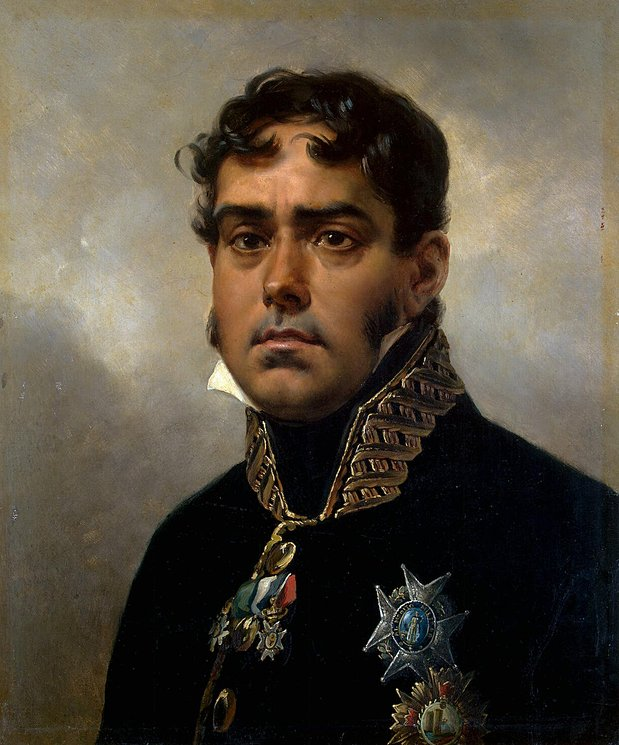
Horace Vernet - Portrait du général Pablo Morillo
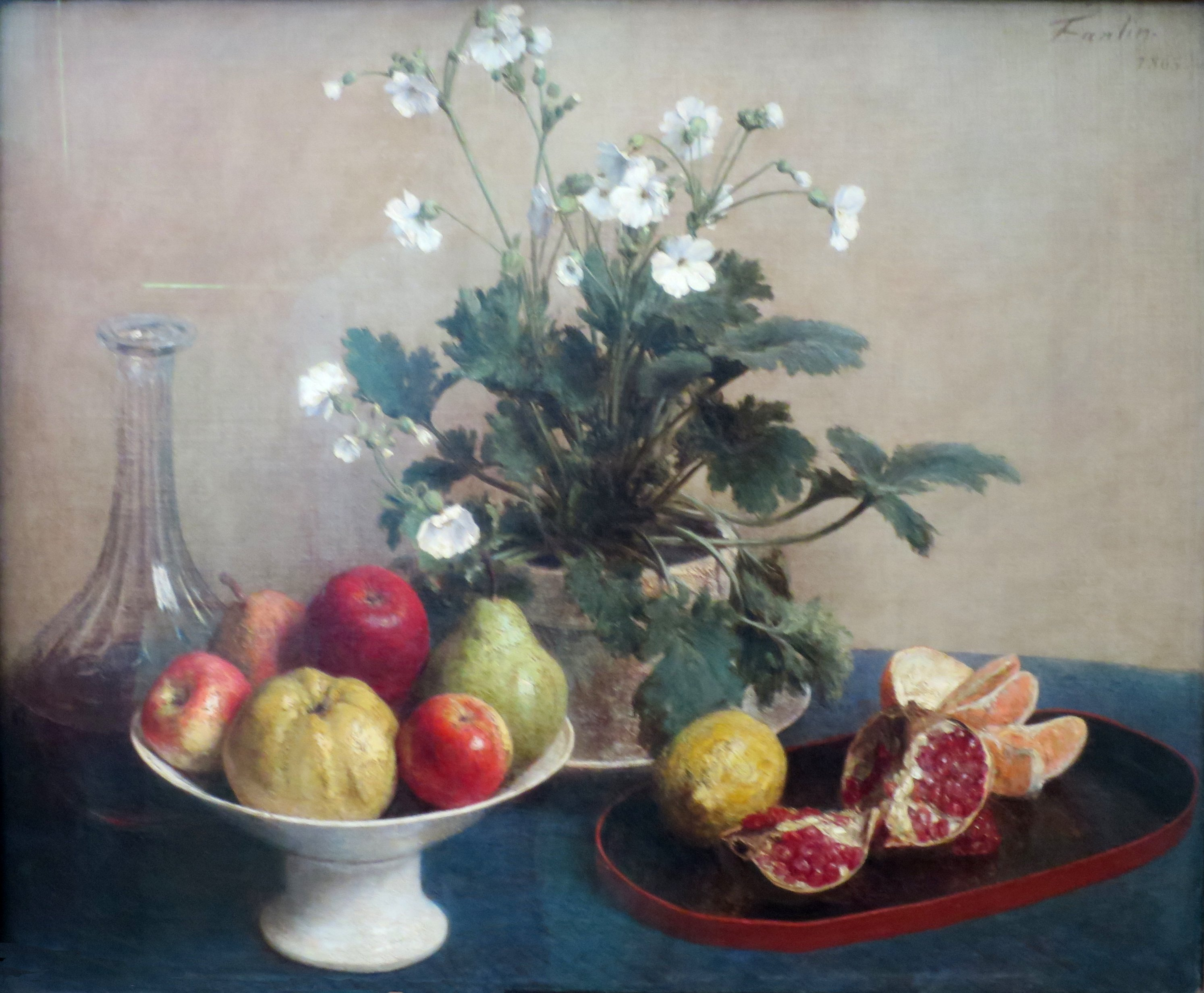
Henri Fantin-Latour - Fleurs, coupe avec fruits et carafe
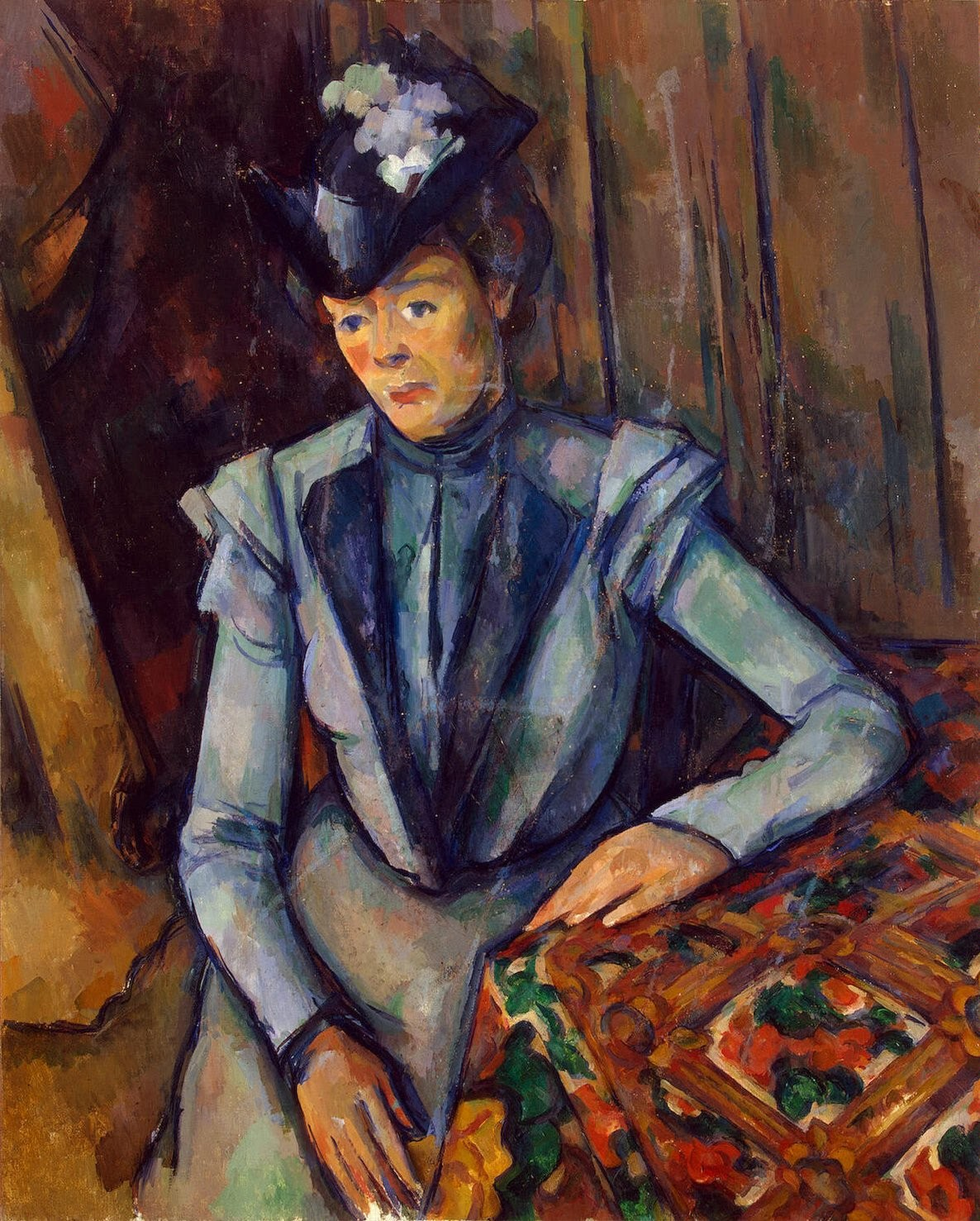
Paul Cézanne - Portrait de dame en bleu
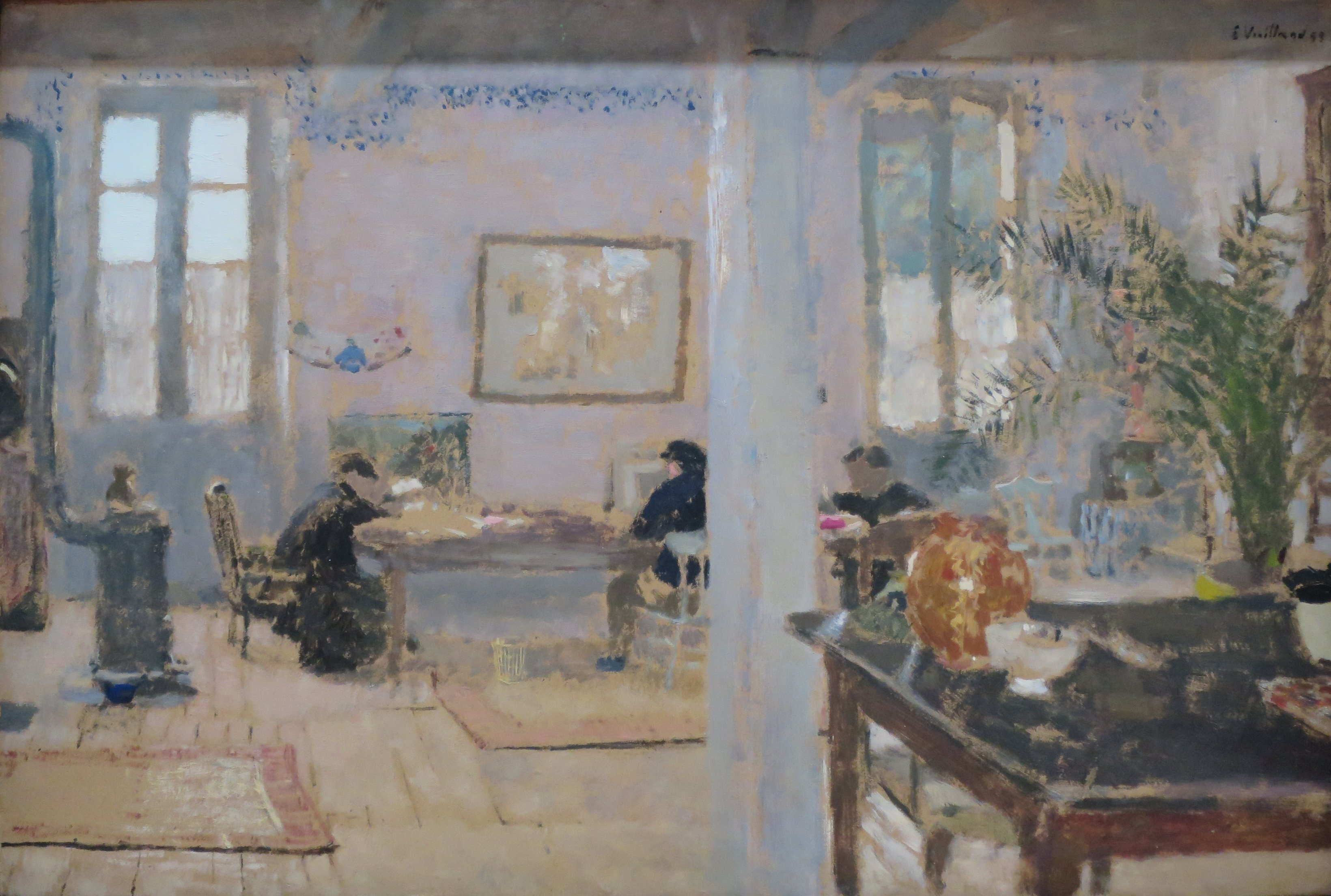
Edouard Vuillard. Enfants
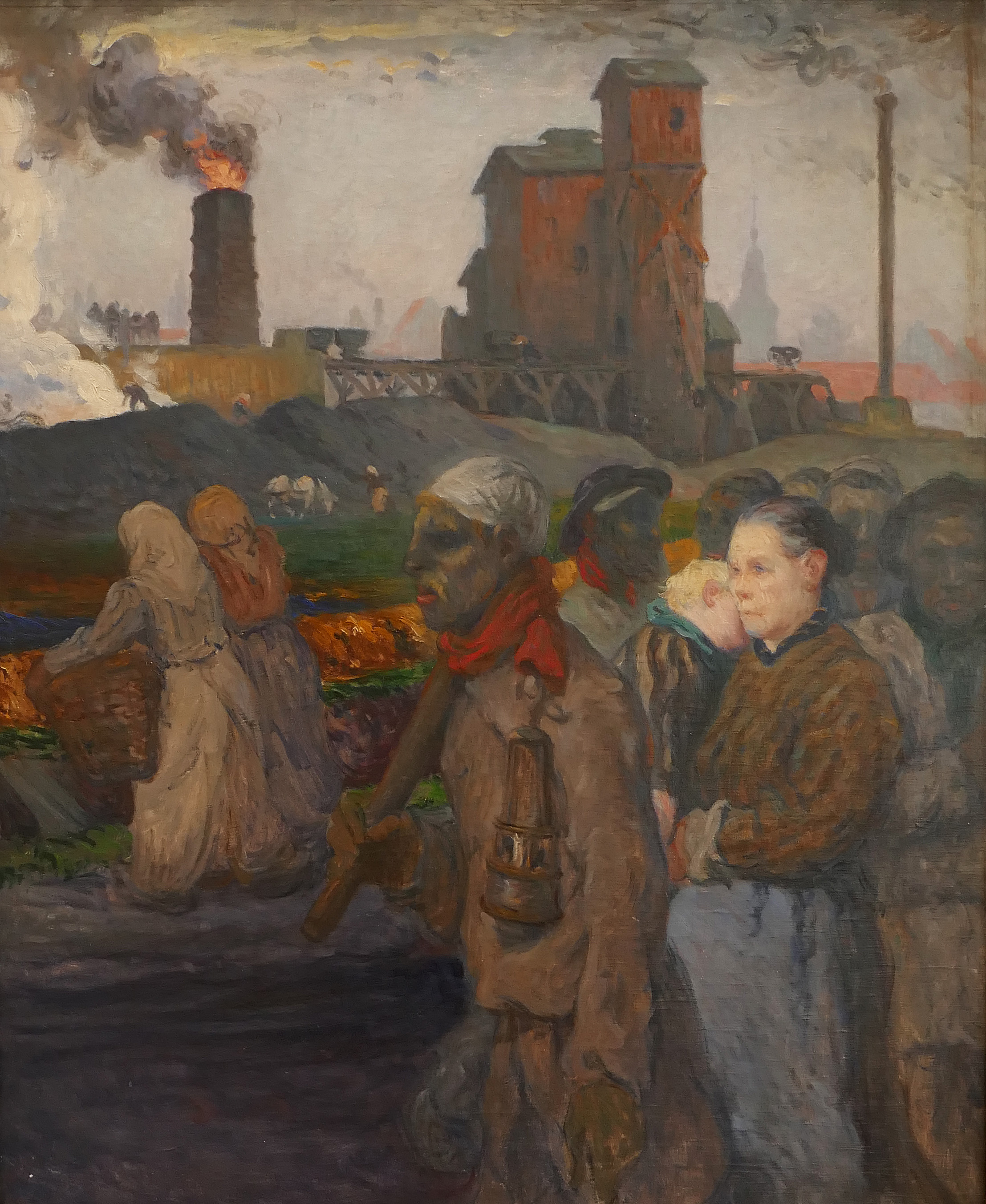
Jules-Gustave Besson. Mineurs